# トーキョーエイリアンブラザーズ
『トーキョーエイリアンブラザーズ』は、真造圭伍による日本の漫画。『月刊!スピリッツ』（小学館）にて、2015年6月から2017年1月まで連載。コミックス全3巻。
2018年7月23日から9月24日まで日本テレビ「シンドラ」枠にてテレビドラマ化された。

## あらすじ
東京に暮らす大学生（に見える）冬ノ介の元に突然エイリアンが訪れる。しかし、冬ノ介はその奇異な姿をした生物に向かって「兄ちゃん」と呼んだ。この生物と冬ノ介は実の兄弟であり、宇宙からやって来たエイリアンなのである。冬ノ介はこの生物に「夏太郎」という名前を与えて、地球という惑星で生活をさせる。彼らの目的は「地球移住計画」を発動させるための調査を行うことであり、冬ノ介はそのために夏太郎に仕事と恋人を与えるというミッションを果たさねばならない。果たしてこの不思議な兄弟は、その計画を発動させるためのミッションを達成できるのだろうか。

## 書誌情報
- 真造圭伍『トーキョーエイリアンブラザーズ』小学館（ビッグスピリッツコミックス）、全3巻[1]
  1. 2016年02月12日発売、ISBN 978-4-09-187450-4
  2. 2016年07月07日発売、ISBN 978-4-09-187667-6
  3. 2017年03月10日発売、ISBN 978-4-09-189390-1

## テレビドラマ
2018年7月23日から9月24日まで日本テレビ系「シンドラ」枠で放送された。主演は伊野尾慧と戸塚祥太。

### キャスト

#### エイリアン
冬ノ介（ふゆのすけ）
演 - 伊野尾慧（Hey!Say!JUMP）
人間の姿をしたエイリアン。「地球移住計画」の発動条件として、未知なる生物である人間について学び、兄の夏太郎に恋人と仕事をゲットさせるというミッションを帯びる。兄より先に地球にやって来たこともあり、周りにいる地球人と何ら違和感なく馴染んでいる。
夏太郎（なつたろう）
演 - 戸塚祥太（A.B.C-Z）
弟である冬ノ介がいる地球に突然やって来たエイリアン。冬ノ介から「夏太郎」という名前を与えられ、地球での生活を送るが、冬ノ介とは正反対の不器用な性格が災いして大苦戦する。

#### 地球人
はるる
演 - 大後寿々花
本質的ではない、どこか感覚的に物事を捉えながら生きている女性。冬ノ介が地球で調査していく中で興味を抱く女性である。
千波（ちなみ）
演 - 恒松祐里
冬ノ介が通う大学の同級生。冬ノ介のことを慕っているのだが、その感情を上手く言い出せずにいる。
岡部（おかべ）
演 - 大和田健介
冬ノ介が通う大学の仲間。性格はいい感じなのだが、どこか不器用な面がある。千波のことが好き。
秋子（あきこ）
演 - 余貴美子
冬ノ介と夏太郎が暮らす街で出会う奇妙かつ奇抜な感じの女性。言葉遣いが悪く、何かにつけ「クソ」と発する。
美沙（みさ）
演 - 吉田まどか
小山（こやま）
演 - 若林時英

#### その他
- 花 - 祷キララ
- 小日向雪
- 紅甘
- 山田真歩
- 針原滋
- 芹沢興人
- 鈴木士
- 中谷竜
- 水澤伸吾

### スタッフ
- 原作 - 真造圭伍 『トーキョーエイリアンブラザーズ』（ビッグスピリッツコミックス刊）
- 脚本 - 片岡翔
- 監督 - マイケル・アリアス、菅原伸太郎
- 主題歌 - Hey! Say! JUMP『COSMIC☆HUMAN』 (ジェイ・ストーム)[4]
- 制作 - 田中宏史
- 編成プロデューサー - 國谷茉莉
- コンテンツプロデューサー - 髙島陽子
- プロデューサー - 三上絵里子、長松谷太郎、宇田川寧
- 制作プロダクション - ダブ
- 製作著作 - 日本テレビ、ジェイ・ストーム

### 放送日程
サブタイトルはいずれも公式サイトより。
| 放送回    | サブタイトル | 放送日  | 演出 |
| --------- | ------------ | ------- | ---- |
| 01        | BROTHER      | 7月23日 |      |
| 02        | DOG          | 7月30日 |      |
| 03        | KISS         | 8月06日 |      |
| 04        | TAKOYAKI     | 8月13日 |      |
| 05        | LIFE         | 8月20日 |      |
| 06        | LOVE         | 8月27日 |      |
| 07        | GIRL         | 9月03日 |      |
| 08        | DEATH        | 9月10日 |      |
| 09        | HEART        | 9月17日 |      |
| 10 （終） | BROTHERS     | 9月24日 |      |

### 放送局
| 放送期間                 | 放送時間                     | 放送局         | 対象地域   | 備考   |
| ------------------------ | ---------------------------- | -------------- | ---------- | ------ |
| 2018年7月23日 - 9月24日  | 火曜 0:59 - 1:29（月曜深夜） | 日本テレビ     | 関東広域圏 | 制作局 |
|                          |                              | ミヤギテレビ   | 宮城県     |        |
| 2018年7月29日 - 9月30日  | 月曜 2:31 - 3:01（日曜深夜） | 読売テレビ     | 近畿広域圏 |        |
| 2018年8月1日 - 10月3日   | 木曜 1:43 - 2:13（水曜深夜） | 中京テレビ     | 中京広域圏 |        |
| 2018年8月6日 - 10月8日   | 火曜 2:04 - 2:34（月曜深夜） | 福岡放送       | 福岡県     |        |
| 2018年8月10日 - 10月12日 | 土曜 1:30 - 2:00（金曜深夜） | 静岡第一テレビ | 静岡県     |        |
| 2018年8月11日 - 10月13日 | 日曜 1:25 - 1:55（土曜深夜） | 青森放送       | 青森県     |        |
| 2018年11月11日 -         |                              | 高知放送       | 高知県     |        |